# Compañeros de delitos
Compañeros de delitos (Partners in Crime) es el primer episodio de la cuarta temporada moderna de la serie británica de ciencia ficción Doctor Who, emitido originalmente el 5 de abril de 2008. En él regresó Catherine Tate como Donna Noble, esta vez como acompañante de larga duración tras su aparición anterior en La novia fugitiva (2006). También se descubre que Wilfred Mott (Bernard Cribbins) que apareció en el especial anterior El viaje de los condenados haciendo un cameo, es el abuelo de Donna.

## Argumento
Donna Noble (Catherine Tate) está hastiada de su vida cotidiana después de conocer al Doctor. Se arrepiente continuamente de su decisión de rechazar acompañarle en la TARDIS, y ha empezado a investigar teorías conspiracionistas esperando volver a cruzarse con él. Sólo se ha medio sincerado en este asunto con su abuelo, Wilfred Mott (Bernard Cribbins).
El Décimo Doctor y Donna están ambos investigando por separado a las Industrias Adiposa, que están vendiendo una nueva píldora de adelgazamiento en Londres. Donna descubre que el eslogan de la píldora, La grasa simplemente se marcha andando es literal. Las píldoras usan la grasa corporal para, partenogenéticamente, crear pequeñas criaturas alienígenas de color blanco conocidas como adiposos que nacen por la noche y se marchan del cuerpo del huésped. El Doctor y Donna se infiltran por separado en Adiposa, cada uno sin saber que el otro está allí. Donna se esconde en los aseos, y el Doctor en un almacén. Al explorar el edificio, de repente se ven el uno al otro a través de ventanas, pero también les ve la Srta. Foster (Sarah Lancashire), una alienígena que está utilizando a la población con sobrepeso de Gran Bretaña para crear bebés adiposos para la primera familia adiposa. La Srta. Foster persigue al Doctor y Donna por el edificio, atrapándoles finalmente en una oficina. Ella le dice al Doctor que los adiposos perdieron su planeta de crianza, y la contrataron para encontrar uno de reemplazo. El Doctor usa el bolígrafo sónico de la Srta. Foster y su propio destornillador sónico para crear una distracción y escapar.
Entonces, la Srta. Foster acelera sus planes, sabiendo que el Doctor intentará detenerla. Por todo Londres, los adiposos comienzan a nacer y pronto hay varios miles. El Doctor y Donna evitan que la partenogénesis total de emergencia ocurra y el resto de los pequeños adiposos llegan hasta el edificio. La primera familia adiposa llega en una nave y comienza a recoger a sus hijos. La Srta. Foster ignora las advertencias del Doctor y se mata cuando los adiposas la sueltan desde la nave en caída libre. El Doctor evita matar a los jóvenes adiposos porque sólo son niños, y Donna se da cuenta de que su anterior acompañante, Martha Jones, le hizo más humano.
Al final del episodio, Donna acepta la oferta original del Doctor de viajar con él en la TARDIS. Pero el Doctor le deja claro que sólo quiere una amiga y nada más, y ella acepta. Antes de irse, ella da la vuelta para dejar las llaves del auto en un cubo de basura, y decirle a su madre Sylvia (Jacqueline King) por teléfono que las recoja allí. Mientras está allí, ve a una mujer rubia y le pide que ayude a Sylvia a encontrar las llaves. La mujer mira a la cámara y descubrimos que se trata de Rose Tyler (Billie Piper). Cuando se aleja de la zona, se evapora. En la última escena, Donna le pide al Doctor que vuele por donde está su abuelo, Wilfred. Este les ve con su telescopio y comienza a celebrar con alegría desde su jardín.

## Continuidad
La Srta. Foster menciona que los adiposos perdieron su planeta de crianza misteriosamente. La desaparición de planetas y la Cascada Medusa son el arco argumental de la cuarta temporada, junto con la primera de múltiples apariciones breves de Rose Tyler. Ambos arcos culminarían en el final de la temporada, El fin del viaje.
En El fin del tiempo, el Doctor destacó varias coincidencias que parecían ocurrir alrededor de Donna, y mencionó cómo, en este episodio, ella aparcó su coche justo en el mismo sitio donde la TARDIS se materializó poco después.

## Producción

### Casting
En Partners in Crime, varios actores regresaron a la serie. Catherine Tate recibió la oportunidad de regresar como Donna Noble durante una comida con la productora ejecutiva Julie Gardner. Tate, que esperaba que Gardner le ofreciera aparecer en un biopic, admitió después que era "lo que menos se esperaba". El regreso de Tate causó controversia entre los fanes de Doctor Who; las críticas que recibió se comparan con las que tuvo Daniel Craig cuando le escogieron como James Bond. Howard Attfield, que interpretó al padre de Donna, Geoff, en La novia fugitiva, rodó varias escenas en este episodio, pero murió antes de que pudiera rodar todas las escenas que le tocaban. Los productores retiraron por respeto el personaje, y dedicaron los créditos del episodio a su memoria. El productor Phil Collinson sugirió transferir sus frases al hasta entonces no relacionado personaje de Stan Mott de El viaje de los condenados, y reescribieron su personaje como el abuelo de Donna. A Russell T Davies y Julie Gardner les gustó la idea y volvieron a llamar a Bernard Cribbins para que filmara las escenas de Attfield, cambiando el nombre del personaje a Wilfred, un nombre que a Davies le gustó para el abuelo de Donna, justo a tiempo para cambiar los títulos de crédito de El viaje de los condenados.

### Guion
Davies tomó una aproximación diferente cuando escribió el episodio. David Tennant y Sarah Lancashire notaron que el personaje de la Srta. Foster tenía buenas intenciones, pero era de moralidad ambigua. La premisa de la píldora adiposa era igual de ambigua con raros efectos secundarios, pero era una "situación en tablas" para todos los involucrados. Davies se inspiró para el personaje de la Srta. Foster en la estrella de Supernanny Jo Frost y en la política argentina Eva Perón, y Lancashire comparó su personaje con Mary Poppins. Los adiposos son de un estilo muy diferente a los habituales villanos de Doctor Who; enemigos como Lazarus de El experimento Lazarus o el hombre lobo de Dientes y garras eran monstruos individuales diseñados para asustar a la audiencia; los adiposos se diseñaron para ser "adorables" para proporcionar una experiencia "bizarra (y) surrealista".
Davies también le hizo algunos cambios al personaje de Donna, que "pasó de gritar como una verdulera a ser alguien bastante vulnerable y emocional". Donna se escribió para tener una relación "cáustica" y "madura" con el Doctor, contrastando con Rose y Martha, que se enamoraron de él. Tate consideró a Donna más igual al Doctor porque su personaje no le tenía idealizado, permitiéndole cuestionar su moralidad más fácilmente.

#### La mímica de Donna
En esta producción, el guion requeriría que Donna Noble se presentara al Doctor en mímica. Las instrucciones de interpretaciones de Russell T Davies son las siguientes:

Donna hace un poco de mímica: "Llegué aquí, problemas, lo leí, internet, pensé, ¡problema = tú! ¡Y este lugar es raro! ¡Píldoras! Así que me escondí. Volví. Me deslicé por ahí. Miré. Tú. Porque ellos..."
Russell T Davies, Guion de rodaje de Compañeros de delitos.

Tate dijo que Davies sugirió que a ella se le ocurriría algo durante el día. Durante el rodaje, la mímica que hizo fue improvisada.

### Rodaje
Este episodio estaba en el cuarto bloque de producción de la temporada, y se rodó en octubre de 2007. El rodaje fuera de orden permitió a los productores usar elementos para "sembrar" episodios posteriores; ATMOS, pieza clave de La estratagema Sontaran y El cielo envenenado, aparece en una pegatina en el parabrisas de un taxi. Como la mayor parte del episodio tiene lugar por la mañana, muchas escenas se rodaron a primera hora de la mañana.
La escena en la que Donna y el Doctor investigan Adiposa fue particularmente difícil de rodar. Necesitaron treinta tomas para completarla, y Tennant y Tate experimentaron problemas intentando evitarse en pantalla. La escena se rodó en el centro de llamadas de Picture Finnance, en los alrededores de Newport, un domingo por la mañana temprano, con los telefonistas de la compañía haciendo de extras.
Los exteriores de Industrias Adiposa se rodaron en el edificio de British Gas de Helmont House en el centro de Cardiff. Por razones de seguridad, se le prohibió a Tennant que hiciera sus propias escenas de peligro en la plataforma de limpiaventanas. Su única escena en ese estilo fue cuando agarró el bolígrafo sónico de la Srta. Foster, una escena que necesitó varias tomas para hacer.

### Adiposos
Los adiposos se inspiraron en un juguete de relleno que tenía Davies. El nombre viene de la denominación científica para la grasa corporal, tejido adiposo. Davies esbozó una criatura amigable para los niños parecida a un bloque de manteca de cerdo, similar al Pillsbury Doughboy. En consultas con el equipo de postproducción The Mill se añadieron las orejas y el único diente que cada adiposo posee. Stephen Regelous, ganador de un Óscar por su software Massive, voló a Londres para supervisar la creación de los efectos especiales de multitud. Regelous, fan de Doctor Who, se mostró entusiasmado por ayudar a The Mill con los efectos especiales, diciendo que "Cuando descubrí que The Mill trabajaban en Doctor Who, yo estaba deseando en secreto que usaran Massive para crear hordas de Daleks o Cybermen, y con la cuarta temporada, salté ante la oportunidad de verme envuelto en ello". The Mill creó dos tipos de adiposos: extras con inteligencia artificial y movimiento indepentiente, y adiposos "héroes", animados a mano.

## Emisión y recepción

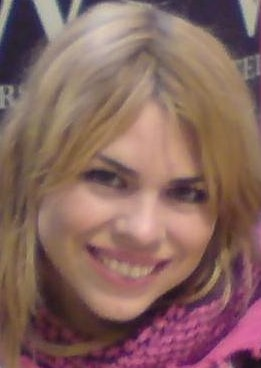
Tennant describió el regreso de Billie Piper como "un auténtico hormigueo en la nuca".

### Emisión y audiencia
El episodio se emitió el 5 de abril de 2008 a las 18:20, el horario más temprano desde el regreso de la serie en 2005. Davies criticó al departamento de programación de la BBC, diciendo que el programa podía perder 1,5 millones de espectadores. El programa conservó un horario similare de emisión cuatro episodios, antes de volver al horario de las 19:00 desde La hija del Doctor.
La versión previa que se suministró a la prensa omitió la escena de Rose; antes de la emisión, sólo el equipo de producción, Tate y Tennant habían visto esa escena. En esa escena se escucha la música de despedida de Rose en El día del Juicio Final. Tennant comentó "en la noche de la emisión... Radio Times no os habrá dicho que venía, y llegará como un auténtico hormigueo en la nuca".
Las mediciones nocturnas de audiencia mostraron que el episodio tuvo 8,4 millones de espectadores con picos de 8,7 millones y un 39,4% de cuota de pantalla. La medición definitiva fue de 9,1 millones. Doctor Who fue así el programa más visto del 5 de abril, aunque el Grand National tuvo picos más altos de 10,1 millones. La puntuación de apreciación fue de 88, la más alta de cualquier programa de televisión emitido el 5 de abril.

### Recepción de la crítica
El episodio tuvo muchas críticas positivas. John Preston, para el Daily Telegraph, llamó al episodio un "triunfo sin diluir". Abriendo su crítica, dijo "el episodio de la noche pasada me atrapó al ser casi 50 minutos de puro placer como el que es difícil conseguir en televisión". Señaló la inteligente toma del tópico tema de la obesidad, y su mezcla de emoción y efectos especiales. En conclusión, dijo "el crítico abatido, que negó hasta el más pequeño punto de apoyo, se marcha sombríamente andando". Scott Matthewman de The Stage lamentó que los adiposos no fueran lo suficientemente amenazadores. Le gustó la ejecución de la Srta. Foster por los adiposos, una "pausa momentánea en el aire, y la gravedad sólo la afecta cuando el personaje mira abajo", comparándolo con el Coyote y Chuck Jones, lo que "(fue) un toque agradable en un episodio lleno de ellos". También alabó a Tate, diciendo que "David Tennant al fin tiene una compañera que es prácticamente una igual". Sam Wollaston de The Guardian escribió que Tate "no era adecuada para este papel" y "demasiado histérica, demasiado cómica, no lo suficientemente cool", pensando que su inclusión fue un intento de aprovecharse de la popularidad de su propia serie y "abrir el gusto por Doctor Who aún más allá". También encontró la música "un poco opresiva", pero concluyó que, a pesar de estas críticas, el programa "aún era televisión terriblemente buena". Keith Watson de Metro le dio al episodio 4 estrellas sobre 5. Admitió que aunque no le gustaba Tate, "no es tan mala". Su crítica de los adiposos fue positiva, citándolos como una razón de la calidad del programa. En conclusión, dijo "que tenía sentimientos encontrados".
Jon Wise de The People dijo que "Doctor Who es una forma super-galáctica de pasar un sábado por la noche en casa", y apreció que Donna no estuviera interesada románticamente en el Doctor, a diferencia de Martha o Rose. Ben Rawson-Jones le dio al episodio una crítica completamente positiva, resumiéndola como que contiene "pura diversión fantástica para la familia, proporcionando una mezcla ganadora de acción, comedia, mordacidad y un impresionante cameo inesperado".
El episodio también recibió varias críticas negativas. Andrew Billen, de The Times, lamentó que Davies había "olvidado que la principal tarea de Doctor Who es mandar a los niños a mirar detrás del sofá mientras entretiene a sus padres con una rara idea filosófica, la referencia clásica ocasional, una broma o dos que probablemente no quieran explicar y un poquitín de bellezas espaciales". Billen también criticó el guion y la interpretación, pero elogió a Tate por una "interpretación más relajada". Alan Stanley Blair de SyFy Portal lo resumió como "unos apresurados dibujos animados de sábado por la mañana en seria necesidad de una historia sólida". Blair encontró problemas con la comedia y la música del episodio, pero le impresionó la interpretación de Tate y el cameo de Piper. Kevin O'Sullivan del Sunday Mirror criticó a Tate y Tennant por sobreactuar, y tuvo preocupaciones por el guion: "No rezumaba precisamente tensión. Todo lo que teníamos haciendo las veces de terroríficos enemigos espaciales era Sarah Lancashire haciendo como una superniñera intergaláctica, una pareja de guardias de seguridad con pistolas y montones de adorables bebés de grasa pequeñines". Ian Hyland de News of the World criticó la trama amigable para niños comparándole con "la parte trasera de una cajetilla de cigarrillos". También criticó a Tennant por parecer "hastiado", y a Tate por "seguir gritando".